# Palacio de Kensington
El palacio de Kensington es una residencia real, localizada en los jardines del mismo nombre, en la ciudad de Londres (Inglaterra, Reino Unido). En él se alojan varios miembros de la realeza británica como los duques de Kent, los duques de Gloucester y el príncipe Miguel de Kent. Anteriormente también fue la residencia oficial, hasta el día de su muerte, de Diana, princesa de Gales en el año 31 de agosto de 1997. También, desde finales de junio de 2011 hasta 2022, residieron en este palacio los duques Guillermo y Catalina de Cambridge, quienes ocuparon el apartamento 1A.

## Historia

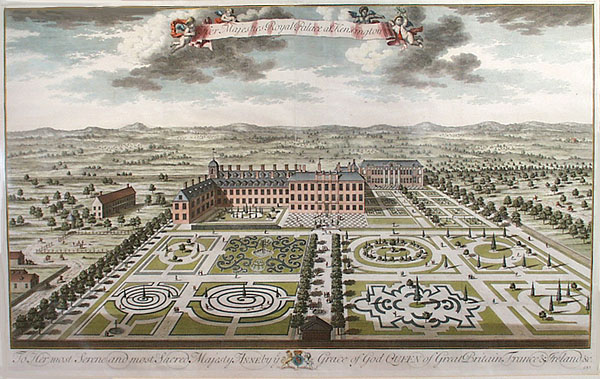
Vista del palacio de Kensington desde su lado sur, grabado de Jan Kip, 1724.

La historia del palacio de Kensington como residencia real no es precisamente muy agradable, aunque sí es una de las visitas más gratas de Londres. Es un edificio relativamente sencillo, construido hace 320 años y situado en medio de jardines en la zona de Kensington, al otro extremo del famoso Hyde Park. En el palacio nació y creció la reina Victoria antes de ascender al trono. Las habitaciones están abiertas al público (al igual que sus salones y jardines); aunque los apartamentos reales (a un costado de la entrada principal), donde ahora viven los duques de Kent y otros parientes, son estrictamente privados.

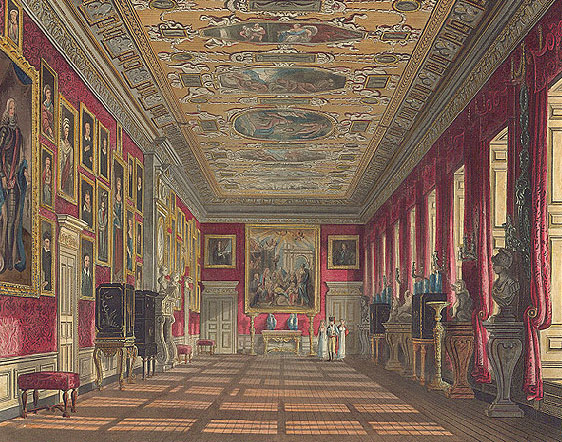
Grabado de la Galería de los Reyes en el interior del palacio por W.H. Pyne (1819).

## Residentes en el palacio
Actualmente residen en el palacio varios miembros de la familia real británica, ocupando los siguientes espacios:

#### Apartamento 1: desde 1954 hasta el presente
En 1954, la viuda princesa Marina de Grecia, duquesa de Kent, recibió parte del apartamento original n.º 1 como residencia permanente de gracia y favor en Londres. Durante su matrimonio, la residencia londinense de la princesa Marina y el príncipe Jorge, duque de Kent, había sido el n.º 3 de Belgrave Square. Tras la muerte del príncipe Jorge en 1942, la princesa Marina solía alojarse con su suegra, la reina María, en la residencia londinense de esta última en Marlborough House; sin embargo, la muerte de la anciana reina en 1953 hizo necesario que Marina tuviera su propia residencia en Londres.
Como el apartamento 1 original se consideraba demasiado grande para las necesidades de Marina, su mitad oriental se dividió para crear el apartamento 1A. El presupuesto para las obras de conversión y renovación se estimó en 80 000 libras, pero finalmente costó 127 000 libras. Durante las obras, Marina estuvo a punto de eliminar una escalera original de Wren dentro del apartamento 1, ya que la consideraba «demasiado parecida a una escalera de servicio» y demasiado estrecha para bajar con un vestido de gala; la escalera se conservó después de que los funcionarios del palacio intervinieran para impedir su destrucción. [54] La princesa Marina y sus tres hijos se instalaron en octubre de 1955, y el apartamento 1 siguió siendo el hogar de la princesa Marina hasta su muerte en 1968.
Tras la división del apartamento 1A, las habitaciones principales del apartamento 1 dan al noroeste, con vistas a los jardines de Kensington, y su entrada con pórtico se abre hacia Kensington Palace Gardens al otro lado de Palace Green. Las reformas posteriores a 1955 para la princesa Marina conservaron parte de la Galería de Piedra de Wren como pasillo de entrada que conducía a un vestíbulo interior en el que colgaba un retrato de su madre, la gran duquesa Elena Vladimirovna, realizado por Philip de László. Una sala de estar se abría a través de puertas francesas a un jardín privado amurallado; una oficina contigua servía tanto a Marina como a su secretario privado, mientras que el salón principal estaba amueblado con muebles del siglo XVIII, revestimientos de chintz y objetos de arte de Fabergé. Los dormitorios y los vestidores se distribuían en la segunda planta, mientras que las oficinas domésticas y las dependencias del personal se limitaban al sótano.
Tras la muerte de la princesa Marina en 1968, en noviembre de 1969 se anunció que el príncipe Enrique, duque de Gloucester, y su esposa se instalarían en el apartamento 1. Anteriormente habían vivido en York House, en el Palacio de St James; la justificación del traslado de los Gloucester fue proporcionada por un portavoz del Palacio, quien, según los periódicos de la época, afirmó que «York House es una casa grande y difícil de manejar para el uso actual. El apartamento del Palacio de Kensington es mucho más compacto, moderno y fácil de gestionar». El hijo menor de la pareja, el príncipe Ricardo de Gloucester, recién casado, también utilizó el apartamento a partir de 1972. Tras la muerte del príncipe Enrique en 1974, Alicia siguió ocupando el apartamento hasta su fallecimiento en 2004, y en 2019 el príncipe Ricardo y su familia se trasladaron a un apartamento más pequeño en el edificio Old Stables. Tras la marcha de la familia Gloucester, se especuló con que el Apartamento 1 se convertiría en la residencia londinense del príncipe Enrique, duque de Sussex, y Meghan, duquesa de Sussex.

#### Apartamento 1A
El apartamento 1A es una residencia real que ocupa cuatro plantas y cuenta con un total de veinte habitaciones. Dispone de cinco salones, cada uno con chimenea, así como tres dormitorios, vestidores y dos guarderías. La planta superior cuenta con nueve dormitorios para el personal, mientras que el sótano alberga una sala de equipajes, un gimnasio y una lavandería. Hay tres cocinas, una para uso familiar y dos para el personal. La residencia da a un gran jardín amurallado, oculto a la vista del público en el ala del museo del palacio por ventanas esmeriladas.
El vestíbulo de entrada tiene molduras intrincadas y baldosas blancas y negras. El apartamento cuenta con obras de arte y muebles de la Colección Real.
Desde el año 2012 residía aquí la familia del príncipe Guillermo, principe de Gales. La residencia fue reformada por completo durante dos años con un coste de 14 millones de euros. Previamente había vivido aquí hasta su muerte en 2002 la princesa Margarita. Los duques de Cambridge abandonaron este apartamento en el verano de 2022, y establecieron su residencia en Adelaide Cottage, la finca del castillo de Windsor.
La duquesa de Cambridge decoró el espacio con muebles de IKEA, con un interior en «tonos beige cálidos y cojines florales», tapicería con ribetes dorados y alfombras con detalles.

#### Apartamento 2
El apartamento 2 era una espaciosa suite contigua a las habitaciones que en su día ocuparon el I duque de Sussex y, más tarde, la princesa Luisa (ahora designado como apartamento 1A). Fue el lugar de nacimiento de la princesa Victoria de Kent. En las décadas anteriores al nacimiento de Victoria, el príncipe regente había ofrecido las habitaciones a su padre, el príncipe Eduardo, duque de Kent y Strathearn, en 1798; a principios del siglo XIX se llevó a cabo una amplia remodelación.
Tras la muerte del duque de Kent, su viuda, la duquesa de Kent, siguió viviendo en este apartamento hasta la ascensión al trono de Victoria en 1837. Más tarde, en 1867, la reina Victoria cedió el apartamento a su prima, la princesa María Adelaida, duquesa de Teck; un plano de la planta baja reproducido en su biografía de 1900 muestra que la suite ocupaba entonces gran parte de la planta baja de la esquina sureste del palacio, que ahora forma parte de la sección del palacio que contiene los salones de estado. La primera hija de los Teck, la princesa Victoria María de Teck (más tarde reina María), nació aquí poco después de la llegada de la familia al palacio; los Teck cedieron el apartamento en 1883.
A partir de 1896, esta parte del palacio fue ocupada por la hija menor de la reina Victoria, la princesa Beatriz del Reino Unido, tras la muerte de su marido, el príncipe Enrique de Battenberg. Los sirvientes del palacio recordaban más tarde las tardes en las que se podía oír a Beatriz y a su vecina, la princesa Luisa, gritarse a través de la pared que separaba sus respectivos apartamentos. Beatriz permaneció en la residencia hasta su muerte.

#### Apartamento 4
El apartamento 4, también conocido históricamente como The Clock House, fue ocupado por la nuera de la reina Victoria, la duquesa viuda de Albany, desde 1917 hasta su muerte en 1922. Posteriormente, el apartamento The Clock House se utilizó como hogar en Londres para la hija de la difunta duquesa de Albany, la princesa Alicia, condesa de Athlone, desde 1923 hasta su propia muerte en 1981. El apartamento fue severamente dañado por un incendio durante los bombardeos de octubre de 1940. En sus últimos años, se dice que no era raro que la princesa Alicia abriera ella misma la puerta de su apartamento en el palacio de Kensington. El apartamento 4 permaneció deshabitado durante los diez años siguientes, y se realizaron reparaciones estructurales posteriores con un coste de un millón de libras. El apartamento que había ocupado la princesa Alicia se acondicionó como tres propiedades separadas en la década de 1990. El apartamento 4B estuvo ocupado por el Director de Servicios de Propiedad de la Casa Real, Sir Michael Peat (más tarde Guardián de la Bolsa Privada y Secretario Privado del Príncipe de Gales) desde finales de la década de 1990 hasta 2011. En 2002, se informó que el apartamento 4A estaba ocupado por Sir John Tiltman, Director de Servicios de Propiedad de la Casa Real, mientras que el Tower Flat estaba ocupado por el Mayor Nicholas Barne, Secretario Privado del Duque de Gloucester.

#### Apartamento 5
En el momento del incendio de octubre de 1940, el apartamento 5 estaba ocupado por el honorable Sir Derek Keppel y su esposa Bridget, Lady Keppel. Sir Derek había sido el mayordomo de la casa real desde 1912 hasta 1936 y era cuñado de Alice Keppel, amante del rey Eduardo VII. Los Keppel habían recibido una residencia de gracia y favor en el Palacio de Kensington en 1937; se informó que su apartamento estaba situado entre los ocupados por la princesa Alicia, condesa de Athlone (n.º 4) y la princesa Beatriz del Reino Unido (n.º 2). Sir Derek falleció en 1944 y Lady Keppel en 1951.

#### Apartamento 6
El apartamento 6 ha sido durante mucho tiempo uno de los apartamentos más pequeños y reservados del Palacio de Kensington. Este apartamento fue la residencia del Capellán del Palacio de 1830 a 1901, y, posteriormente, el Vestidor de la Reina Victoria a principios del siglo XX. Posteriormente, el apartamento 6 se unió al vecino apartamento 7, hogar de la marquesa viuda de Milford Haven, de 1925 a 1950. En 2002, el apartamento 6 se dividió en varios pisos más pequeños.

#### Apartamento 7
Durante el siglo XIX, la parte del palacio que se convertiría en el apartamento 7 formó parte de la Capilla Real, que fue desmantelada en 1901. Posteriormente, se insertó un falso techo para permitir la ampliación de los apartamentos de la primera planta. En 1922, el número 7 se convirtió en el hogar de Victoria Mountbatten, marquesa viuda de Milford Haven, nieta de la reina Victoria y abuela materna del príncipe Felipe, duque de Edimburgo. El número 7 fue uno de los apartamentos gravemente dañados por un incendio el 14 de octubre de 1940 durante los bombardeos. El entonces teniente Felipe Mountbatten y su primo David Mountbatten, tercer marqués de Milford Haven, vivieron con su abuela en la casa de ella en el palacio de Kensington durante los tres meses previos a su boda con la princesa Isabel en noviembre de 1947; desde el apartamento 7, Felipe se embarcó hacia la Abadía de Westminster la mañana del día de su boda.
Tras el fallecimiento de la marquesa de Milford Haven en 1950, el uso de su apartamento pasó a manos de María, duquesa de Beaufort, y su esposo, Enrique Somerset, décimo duque de Beaufort, en 1953. Por parte de su padre, Adolfo Cambridge, primer marqués de Cambridge, la duquesa de Beaufort nació como la princesa María de Teck, lo que la convirtió en sobrina y homónima de la reina María, así como prima de la entonces reina Isabel II. El duque de Beaufort fue un miembro de larga trayectoria de la Casa Real, ocupando el cargo de jefe de caballería de 1936 a 1978. El apartamento 7 continuó siendo su hogar hasta finales de la década de 1970; tras la jubilación del duque en 1978, gran parte de las obras de arte y los muebles de su apartamento en el palacio de Kensington se subastaron en mayo de 1979. El duque y la duquesa de Beaufort fallecieron en 1984 y 1987, respectivamente. El apartamento 7 se convirtió posteriormente en la sede de la Oficina Oficial de Diana, Princesa de Gales, tras su divorcio de Carlos, Príncipe de Gales, en 1996.

#### Apartamento 8
Tras el fallecimiento en 1892 del veterano ministro del gabinete Granville Leveson-Gower, segundo conde de Granville, su viuda, Castilia, condesa viuda de Granville, recibió de la reina Victoria un conjunto de apartamentos en el Palacio de Kensington en 1892, supuestamente en reconocimiento al importante servicio público de su esposo. Lady Granville conservó el conjunto de habitaciones, que posteriormente se conocería como Apartamento 8, hasta su fallecimiento en 1938. El número 8, ahora vacante, fue cedido pronto a la prima del entonces rey Jorge V, Lady Patricia Ramsey (anteriormente princesa Patricia de Connaught), en julio de 1939. El número 8 se encontraba entre los apartamentos dañados por el incendio de octubre de 1940 durante los bombardeos británicos.

#### Apartamento 9
Lady Bertha Dawkins, dama de compañía de la reina María, recibió un apartamento de gracia y favor en el palacio en 1926. Para 1940, el apartamento de Lady Bertha se conocía como apartamento 9. Este fue el lugar donde una bomba impactó el palacio durante el Blitz de 1940, causando importantes daños por incendio en el complejo. Lady Bertha falleció en 1943 antes de que se pudieran completar las reparaciones de su apartamento. En 1954, la reina cedió el apartamento 9 al recién jubilado Maestro de la Casa Real, Sir Piers Legh; sin embargo, antes de que Legh tuviera la oportunidad de mudarse al apartamento, tanto él como su esposa, Lady Legh, fallecieron con pocas horas de diferencia, los días 16 y 17 de octubre de 1955. En 1966, se gastaron aproximadamente 42.000 libras esterlinas en la reparación del tejado del apartamento 9, que llevaba varios años desocupado.

#### Apartamentos 8 y 9: Casa del Príncipe y de la Princesa de Gales
Entre 1975 y 1981, los apartamentos 8 y 9 se sometieron a una importante restauración tras un prolongado abandono tras la guerra. Originalmente abandonados, con techos derrumbados y daños estructurales causados por el agua, los apartamentos fueron reparados con techos de chapa ondulada y permanecieron desocupados durante décadas. La renovación pretendía restaurar el carácter georgiano del ala noroeste, a la vez que la modernizaba. El proyecto, que costó 900.000 libras y duró seis años, se complicó por la ausencia de planos arquitectónicos. La restauración se basó en fotografías históricas, incluyendo un artículo de Country Life de 1928 y registros gubernamentales que documentaban los daños causados por las bombas durante la Segunda Guerra Mundial. Algunos elementos originales, como la yesería de William Kent, habían sido destruidos o eliminados, lo que requirió la reproducción o simplificación de elementos decorativos. A pesar de estos desafíos, la escalera principal y otros interiores de estilo georgiano se reconstruyeron con un alto estándar, preservando la estética histórica del edificio.
Durante su uso como residencia londinense de los príncipes de Gales, la guardería de dos habitaciones ocupaba la totalidad de la planta superior. Otros espacios incluían dos salas de recepción: un salón que también funcionaba como despacho de Diana, una sala de estar con televisión y un comedor formal. La residencia tenía acceso a una plataforma para helicópteros y a varios jardines exteriores, incluyendo uno en la azotea y un invernadero donde la familia pasaba muchas horas. Diana decoró la residencia con estampados llamativos y telas exuberantes, además de papel tapiz floral y una combinación de muebles modernos y antiguos, tapizados con laca dorada. Desde 1997, los apartamentos se han utilizado como oficinas para diversos grupos, organizaciones benéficas y personal.